# ميستي ماسي
ميستي ماسي (بالإنجليزية: Misty Massey)‏ (5 نوفمبر 1962)؛ أمينة مكتبة وروائية أمريكية.